# Gōichi Suda

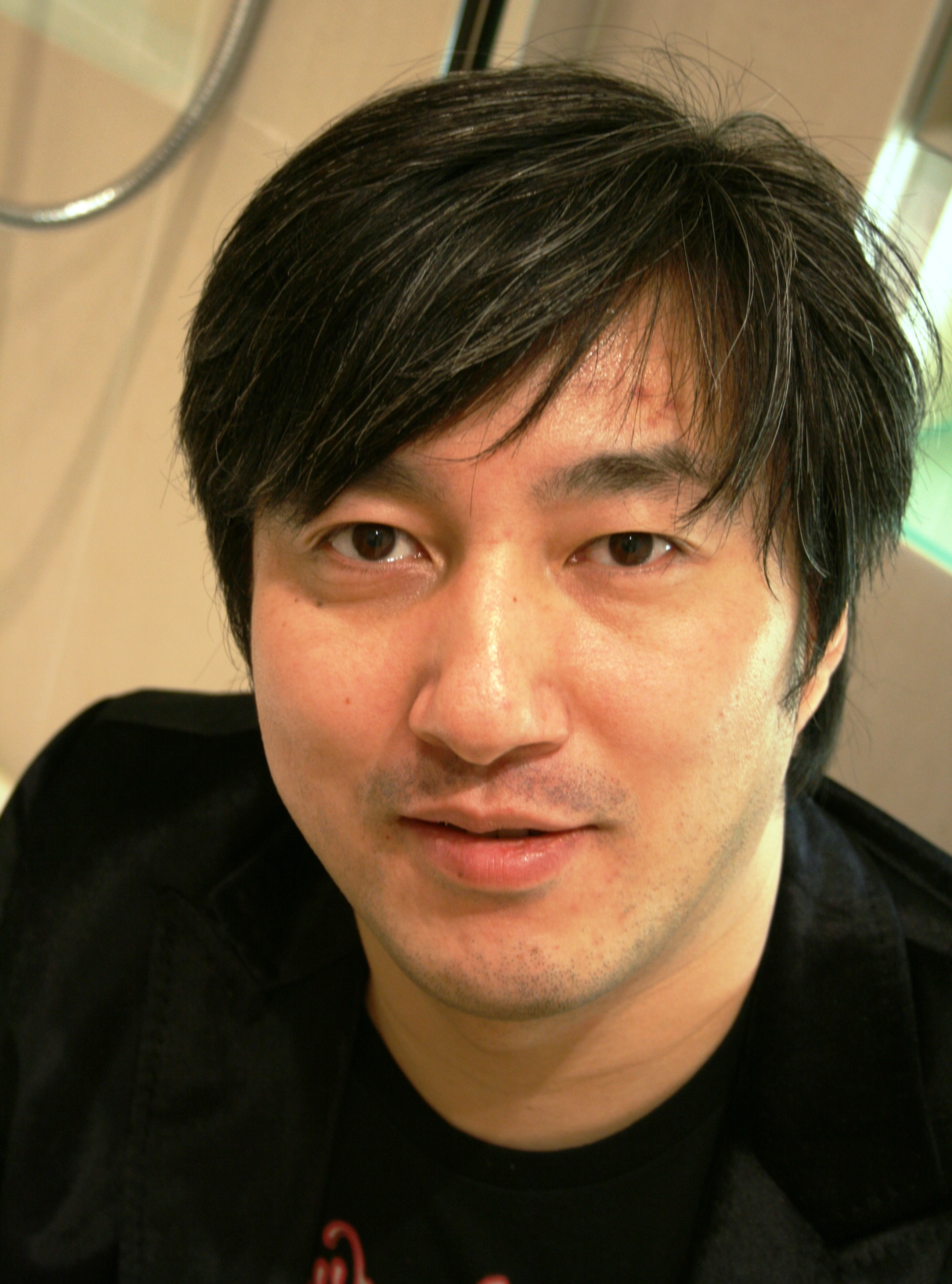
Goichi Suda, 2008

Gōichi Suda (jap. 須田 剛一, Suda Gōichi; * 2. Januar 1968 in Ueda, Nagano), auch bekannt als Suda51, ist ein japanischer Videospielgestalter. Von seinen außerhalb Japans veröffentlichten Titeln zählen killer7, No More Heroes, Lollipop Chainsaw und Killer Is Dead zu den bekannteren.
Vor seiner Arbeit in der Videospielindustrie war Suda in einer Leichenhalle beschäftigt – ein Beruf, der ihm nicht gefiel. Er bewarb sich erfolgreich auf eine Stellenanzeige des Videospielentwicklers Human Entertainment und arbeitete dort zunächst am Szenario für den Titel Super Fire Pro Wrestling 3: Final Bout aus der Fire-Pro-Wrestling-Reihe. Später entwickelte er die Titel der Sydrome-Reihe. 1998 verließ er Human und gründete zur Umsetzung seiner Ideen ein eigenes Unternehmen, Grasshopper Manufacture, dessen erster Titel, Silver Jiken (シルバー事件, Shirubā Jiken), im Oktober 1999 erschien. Grasshopper hat derzeit 48 Angestellte (Stand: März 2008), und Suda fungiert bis heute als leitender Geschäftsführer (CEO).
Gōichi Suda schreibt seinen Namen oft auch in der Form Suda51, was ein Wortspiel ist: gō liegt lautlich nahe an go (mit kurzem o), dem japanischen Wort für fünf, und ichi ist das japanische Wort für eins.

## Markenzeichen
- Verweise auf Popkultur, Film und Musik.
- Figuren mit kuriosen Nachnamen (Travis Touchdown, Kess BloodySunday).
- Attentäter als Hauptfigur (Flower, Sun, and Rain, killer7, No More Heroes).
- Viele Dialoge mit verschiedenen Bedeutungen und Interpretationsmöglichkeiten.
- Sich von anderen Spielen unterscheidender Erzählstil, beispielsweise durch die Kameraführung in killer7.

## Spiele mit seiner Beteiligung
| Spiel                                     | Konsole                        | Veröffentlichung                            | Rolle                                 |
| ----------------------------------------- | ------------------------------ | ------------------------------------------- | ------------------------------------- |
| Super Fire Pro Wrestling 3 Final Bout     | Super Famicom                  | Japan (1993)                                |                                       |
| Super Fire Pro Wrestling Special          | Super Famicom                  | Japan (1994)                                |                                       |
| Twilight Syndrome: Search                 | PlayStation                    | Japan (1996)                                |                                       |
| Twilight Syndrome: Investigation          | PlayStation                    | Japan (1996)                                |                                       |
| Moonlight Syndrome                        | PlayStation                    | Japan (1997)                                |                                       |
| Silver Jiken                              | PlayStation                    | Japan (1999)                                |                                       |
| Hana to Taiyō to Ame to                   | PlayStation 2                  | Japan (2001)                                |                                       |
| Michigan: Report from Hell                | PlayStation 2                  | Japan (2004), Europa                        |                                       |
| killer7                                   | GameCube, PlayStation 2        | Japan, Nordamerika und Europa (2005)        | Konzept und verantwortlicher Designer |
| Silver Jiken 25-ku                        | i-mode, Yahoo! Keitai          | Japan (2005)                                |                                       |
| Samurai Champloo: Sidetracked             | PlayStation 2                  | Japan (2006) und Nordamerika                |                                       |
| Contact                                   | Nintendo DS                    | Japan (2006), Nordamerika und Europa        | Produzent                             |
| Blood+ One Night Kiss                     | PlayStation 2                  | Japan (2006)                                |                                       |
| No More Heroes                            | Wii                            | Japan (2007), Nordamerika und Europa (2008) | Konzept und verantwortlicher Designer |
| Hana to Taiyō to Ame to – Owaranai Rakuen | Nintendo DS                    | Japan (2008)                                |                                       |
| Shadows of the Damned                     | PlayStation 3, Xbox 360        | Nordamerika und Europa (2011)               | Ausführender Direktor                 |
| Kurayami                                  | PlayStation 3                  | beabsichtigt                                |                                       |
| Zero – Gesshoku no Kamen                  | Wii                            | In Entwicklung                              |                                       |
| Silver Jiken                              | Nintendo DS                    | In Entwicklung                              |                                       |
| Silver Jiken 25-ku                        | Nintendo DS                    | In Entwicklung                              |                                       |
| Guild 01: Liberation Maiden               | Nintendo 3DS, Apple iOS        | 31. Mai 2012                                | Konzept und Creative Director         |
| Lollipop Chainsaw                         | Xbox 360/PlayStation 3         | 15. Juni 2012                               |                                       |
| Killer Is Dead                            | Xbox 360/PlayStation 3/Windows | 30. August 2013                             |                                       |

## Auszeichnungen
Für killer7
- RESET (Schweden). Besta manus 2006
- EDGE (England). The Edge Awards 2005: Best Visual Design, Best Audio Design
- IGN.com (USA). The Best Of 2005: Best Adventure Game, Best Story, Best Game No One Played
- GameSpot (USA). Best Of 2005: Best New Character Most Innovative Game
- Shūkan Famitsū (Japan). 2005 Gēkoroteki Best Of Year

## Interviews
- 51 Ways to Die. An Interview with Grasshopper Manufacture's Goichi Suda. In: Game Developer, September 2006, S. 31. (englisch)
- Februar 2007 mit IGN: Suda Interview. (englisch)
- April 2007 mit kotaku.com: Chattin' with Goichi Suda about Punks ... (englisch)
- April 2007 mit gametrailers.com: Interview als MOV-Datei
- April 2007 mit Computer and Video Games: Suda Interview (Memento vom 12. Juli 2009 im Internet Archive). (englisch)
- Juli 2007 mit Gamasutra: Die Without Regret. (englisch)